# 桐原駅 (新潟県)
桐原駅（きりはらえき）は、新潟県長岡市寺泊五分一にある、東日本旅客鉄道（JR東日本）越後線の駅である。

## 歴史
- 1919年（大正8年）12月5日：越後鉄道の小島谷駅と大河津駅（現 寺泊駅）間に、桐原停留場として開設する[2][3]。
- 1920年（大正9年）12月28日：停車場に昇格する[1][3]。一般駅？[3]。
- 1927年（昭和2年）10月1日：越後鉄道が国有化され、国鉄越後線の駅となる[3]。
- 1962年（昭和37年）2月1日：貨物の扱いを廃止[3]。
- 1964年（昭和39年）4月1日：業務委託駅となる[4]。
- 1973年（昭和48年）12月1日：荷物の扱いを廃止[3]。駅員無配置化[5]。
- 1974年（昭和49年）8月27日：駅構内で女子高生を人質とした立てこもり事件が発生[6]。
- 1984年（昭和59年）3月31日：現在の駅舎が竣工する。
- 1987年（昭和62年）4月1日：国鉄分割民営化に伴い、JR東日本の駅となる[3]。

## 駅構造
単式ホーム1面1線を有する地上駅である。以前は島式ホーム1面2線となっていたが、のちに列車交換のための設備は撤去されている（撤去時期は不明だが、1981年〈昭和56年〉時点ではすでに撤去されていた）。
簡易委託時代の窓口があるが、燕三条駅管理の無人駅となっている。ホーム東側に面する駅舎内には乗車駅証明書発行機が設置されている。また、駅舎にはトイレが設置されている。

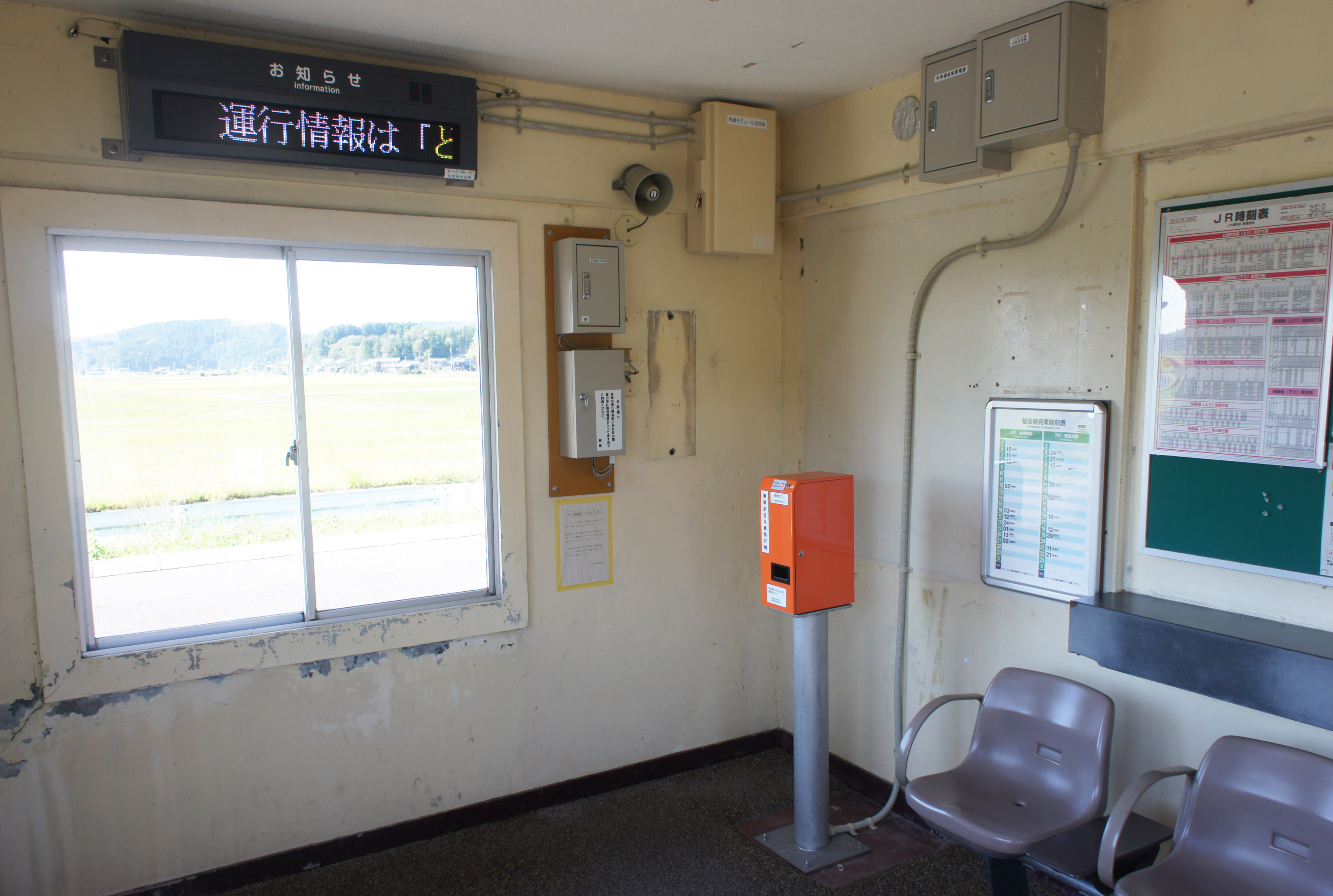
待合室（2021年9月）
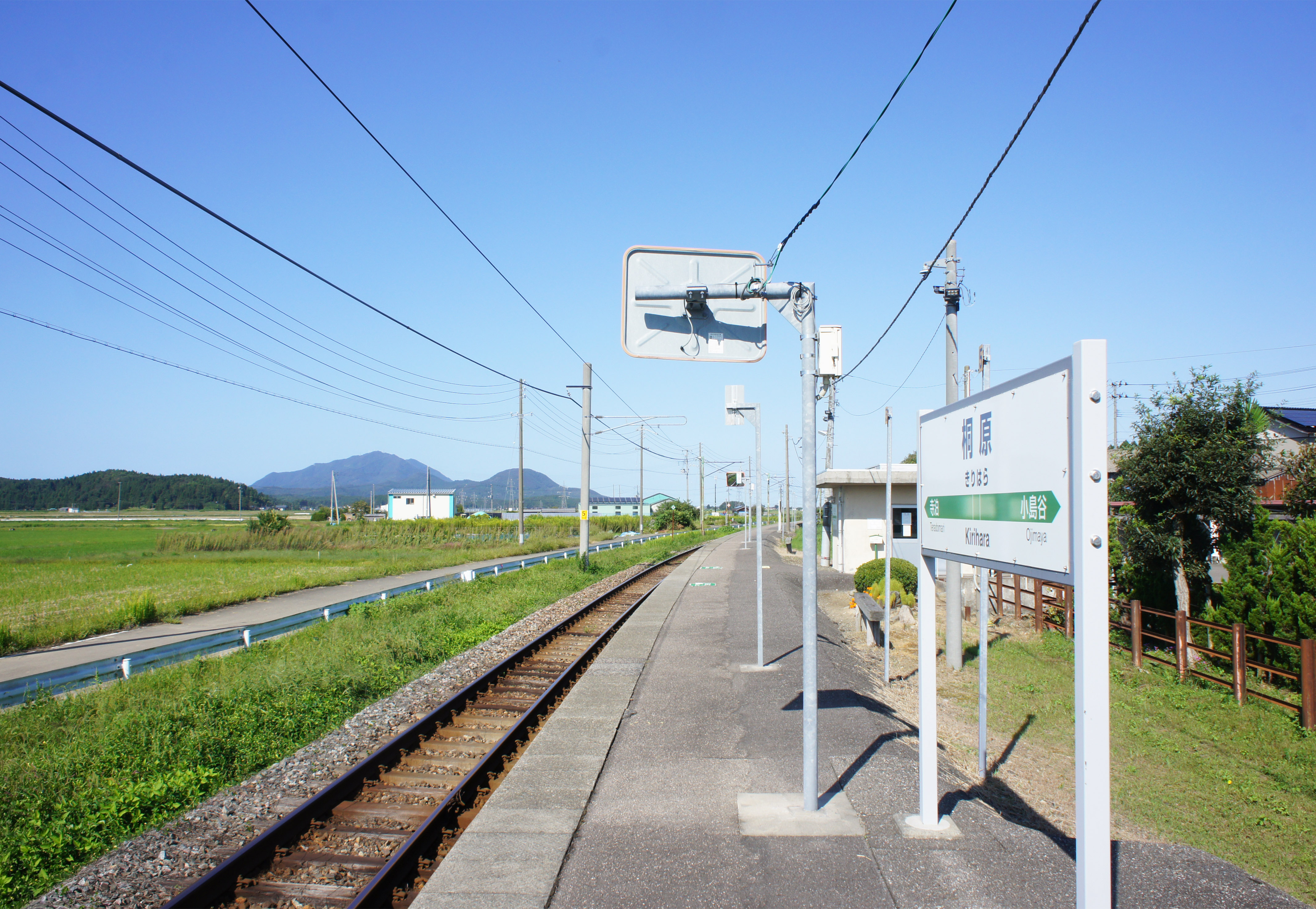
ホーム（2021年9月）

## 利用状況
「長岡市統計年鑑」によると、2009年度（平成21年度）・2010年度（平成22年度）の1日平均乗車人員は以下のとおりであった。
| 乗車人員推移       | 乗車人員推移     | 乗車人員推移 |
| 年度               | 1日平均 乗車人員 | 出典         |
| ------------------ | ---------------- | ------------ |
| 2009年（平成21年） | 60               | [ 8 ]        |
| 2010年（平成22年） | 60               | [ 9 ]        |

## 駅周辺
- 新潟県道277号郷本桐原停車場線
- 新潟県道574号寺泊西山線
- 国道116号（和島バイパス）・上桐インターチェンジ
- 桐原郵便局
- 加勢牧場 わしま本店

## 隣の駅
東日本旅客鉄道（JR東日本）
■越後線
小島谷駅 - 桐原駅 - 寺泊駅